# 古川俊太郎
古川 俊太郎（ふるかわ しゅんたろう、1972年〈昭和47年〉1月10日 - ）は、日本の実業家。第6代任天堂代表取締役社長。父親はイラストレーターの古川タク。

## 概要
東京都出身。府中市立若松小学校、府中市立浅間中学校、東京都立国立高等学校を経て、1994年に早稲田大学政治経済学部を卒業し任天堂に入社。
入社後は一貫して経理畑を歩み、入社4年目でドイツの欧州統括会社に約10年間駐在。ユーロの導入に合わせて各地の子会社をドイツの本部に集約することになり、その担当者の一人として奔走した。その間、欧州での「Wii」のヒットに貢献した他、経営体制の整備にも奔走。2012年に株式会社ポケモンの社外取締役に就任。同年社長室へ異動し、岩田聡第4代社長の秘書業務を担当。君島達己第5代社長らから次期社長の候補と目され、岩田が死去した2015年7月からは経営企画室長に就任した。2016年には取締役に昇格し、経営企画室長に加えて、常務執行役員、経営統括本部管掌、グローバルマーケティング室担当となる。商品の投入時期の策定などの販売計画作りにも携わった。
「Nintendo Switch」のヒットにより2018年3月期決算が想定よりも好調だったことで、世代交代を自身の役目と捉えていた君島からの社長交代が前倒しされ、同年6月に代表取締役社長に就任。岩田の死去後、カリスマ依存からの脱却を進めた君島のもとで整備された集団経営体制を、企画制作本部長の高橋伸也、技術開発本部長の塩田興とともに引き継いだ。
社長内定会見では「任天堂の良いところを引き継ぎつつも、時代の流れに合わせ、変えるべきところは柔軟に変えていく」、「今回の役員人事はここ数年、君島や宮本（茂）が進めてきた次世代の集団指導体制への移行であり、この人事により、現在任天堂が進めている経営戦略が変わることはない」と述べた。またSwitchの普及台数拡大が最優先だとしつつ、事業全体に占めるSwitchの割合がかなり高い状況に対し、スマートデバイスビジネスなどを育てていく必要性や「任天堂 IPに触れる人口の拡大」という戦略の下で行っているテーマパークや映画のプロジェクトを実現させ、 ゲーム専用機ビジネスに対して良い効果をもたらせるようにしたいとも述べている。

## 人物
- 性格は淡々とした語り口ながら、場を和ませるタイプと評される[2]。また、古川を社長として指名した君島によると非常に芯が強く、理路整然としており「任天堂の考え方とはこういうものだ」ということを理解し、それを自分の言葉で相手に伝える事ができる人物であるとされる[13]。
- 任天堂に興味を持ったきっかけは、テニスサークルの後輩から勧められた『スーパーマリオカート』。「いいものを作っている会社だな」と実感したという[5]。
- 第4代社長である岩田聡を深く尊敬しており岩田の秘書を務めていた[14]。ドイツ赴任時代にも岩田と共に働く機会があり、岩田から多くの事を学んだ他、様々なジャンルの本を勧めてもらうなど良好な関係を築いていた[14][6]。一方で、任天堂の中興の祖と言われる山内溥（第3代社長）とは直接話をする機会がなかったが、岩田や君島などから山内の経営哲学について学んできたようである[6]。ドイツ赴任時代、どうすれば学びながら部下をマネジメントできるのかと相談したところ、「定期的に部下と面談するといいよ」とアドバイスを受けた。疑問をもちながらも、8つの部門の部下と毎週面談し、部署ごとの特徴が分かった。その際岩田が、「面談作戦は欧州でも通用するんだね」とうれしそうに話したことが印象に残っているという[7]。
- 小学生の時からゲーム好きであり、現在でも休日はゲームを楽しむ[6]。特に『信長の野望』や『スーパーファミスタ』をよく遊んでいたが、任天堂のゲームではあまり遊んでいなかったという[5]。
- Wiiが発売された2006年の年末、物流を担当する管理本部長のような立場を務め、クリスマス商戦に何とか間に合わせようとアジアの工場から航空便で製品を取り寄せる計画を立てたが、倉庫内の製品をさばく能力が足りず渋滞が起き、必要な量を販売店に出荷できなかった。この失敗から、「早め早めの備え」を心掛けるようになったという[5]。